# Arnaud de Pesquidoux
Arnaud de Pesquidoux, né le 25 août 1907 au Houga et mort le 20 septembre 1997 à Montpellier, est un journaliste et écrivain français.

## Biographie
Fils de Joseph Dubosc, comte de Pesquidoux (de l'Académie française), et de Marie Thérèse d'Acher de Montgascon, il fait ses études au collège Saint-Elme à Arcachon.
Il commence une carrière de journaliste à La Petite Gironde à Bordeaux puis à L'Express du Midi à Toulouse. Dès septembre 1939, il part comme volontaire dans le 13e Groupe de cavalerie de Montauban, régiment où il a fait son service militaire pendant les inondations de mars 1930.
Après la guerre il vient s'occuper de propriétés familiales dans l'Hérault et dans le Gers, tout en continuant ses activités de journaliste pendant quelque temps à L'Écho du Midi à Montpellier.
Dès 1947 et pendant près de 30 ans , à la demande d'Hubert Beuve-Méry, directeur du Monde, il écrit des chroniques régulières dans le journal, billets intitulés La Vie aux Champs et signés sous le pseudonyme de Jean Taillemagre. Pierre Vianson-Ponté, écrit dans Le Monde le 9 mars 1978 au moment de la parution d'un de ses livres « La France rurale d'aujourd’hui fortement enracinée dans cette « pleine terre » qui donne son titre au livre, bousculée par l’exode vers les villes, par la mécanisation, par les techniques, a trouvé avec Taillemagre son témoin privilégié au grand style classique. »[réf. nécessaire]
Le chroniqueur Pierre Georges, à l'occasion de son décès a écrit dans Le Monde : « Cela s'appelait La Vie aux champs et parlait merveilleusement, au rythme des saisons, des choses de la nature. Jean Taillemagre, de son véritable nom, le comte Arnaud de Pesquidoux, était un gentilhomme fermier du Gers qui simplement écrivait ce qu'il vivait, voyait et chantait. Et, bien avant la lettre, il avait fait partager à beaucoup l'idée que le bonheur est dans le pré ».[réf. nécessaire]
La vie à la campagne et la rencontre avec les paysans représentent la source de la plupart de ses écrits et articles.
Il tient de longues années des chroniques sur la vie rurale à Radio Monte-Carlo et à l'ORTF. Ses 4 pièces et ses 2 films furent présentés sur ces mêmes chaines. Il est également le principal rédacteur de la série publiée par Tele7Jours sur les animaux. Membre du Conseil d'administration de l'Alliance française et conférencier, il fait à ce titre des tournées en Europe et dans le monde (Irlande, Scandinavie, Pays-Bas, Canada...).
Il est aussi membre de nombreuses sociétés savantes : Société archéologique, historique, littéraire et scientifique du Gers, Société académique des Hautes Pyrénées, Académie des lettres pyrénéennes, Sociétaire de la Société des Gens de Lettres. Il fut reçu le 8 décembre 1962 à l'Académie des Sciences et Lettres de Montpellier.
Il avait épousé en 1933 Marie-Élisabeth de Crémiers dont il aura quatre enfants.
Il est mort à Montpellier le 20 septembre 1997 et fut ensuite inhumé au Houga dans sa terre de Gascogne.

## Œuvres
Livres
- 1951 : La vie aux Champs (1re série), prix Fabien de l’Académie française en 1952
- 1954 : Récits Rustiques
- 1958 : Le livre de la Terre
- 1974 : La vie aux Champs (2e série)
- 1978 : Pleine Terre
- 1980 : Bestiaire de la Terre, du Ciel et des Eaux

Radio et télévision
- Émission La Vie aux champs à Radio Monte Carlo (1966-1970)
- Émission La Vie aux champs à ORTF Languedoc Roussillon (1965-1978)

Théâtre
- 1965 : Le Noël de la Terre -  Radio Monte Carlo
- 1968 : Le carnaval du Diable -  Radio Monte Carlo
- 1975 : La mort de Marie - Radio Monte Carlo
- 1976 : Gascogne mes amours -  France Culture

Films
- 1977 : Gascogne - France 3
- 1978 : Thérèse Mérillon agricultrice -  France 3

## Disinctions
Prix littéraires
- Prix de la Paulée de Meursault en 1954 pour Récits rustiques.
- Prix régionaliste de la Société des gens de Lettres pour Le livre de la terre 1958.
- Prix Sully-Olivier de Serres, prix Victor Capus de l’Académie des Jeux floraux et prix Durchon-Louvet de l'Académie française pour La vie aux champs, 2e série, 1974.
- Prix Sévigné, prix Terroir de l'Académie française et prix Lange pour Pleine Terre.
- Prix Roland de Jouvenel de l'Académie française, prix Sommer et prix régionaliste des 3 Couronnes  pour le Bestiaire de la terre du ciel et des eaux.

Décorations
- Chevalier de la légion d'honneur
- Chevalier de l'ordre national du Mérite
- Officier des Arts et des Lettres.